# Undercovers
Undercovers ou UnderCovers : Agents doubles au Québec est une série télévisée américaine en treize épisodes de 42 minutes, créée par J. J. Abrams et Josh Reims et dont seulement onze épisodes ont été diffusés entre le 22 septembre 2010 et le 29 décembre 2010 sur le réseau NBC et en simultané sur Citytv au Canada.
En France, la série a été diffusée à partir du 21 mai 2011 sur TF1 mais faute d'audience, elle fut déprogrammée après quatre épisodes. Au Québec, a été diffusée à partir du 1er juin 2012 sur Séries+.

## Synopsis
Le couple Bloom travaille à Los Angeles et possède une entreprise de traiteur. Ce que l'on sait moins c'est que cinq ans auparavant, ils étaient le couple fétiche de la CIA. Lorsque l'un de leurs meilleurs amis, espion de son état, disparaît, leur ancien supérieur les rappelle à la vie active d'espions. Ils sont accompagnés dans leurs missions par deux autres agents de la CIA: un spécialiste de l'informatique et Léo, grand séducteur mais bon agent.

## Distribution

### Acteurs principaux
- Boris Kodjoe (VF : Eric Aubrahn) : Steven Bloom
- Gugu Mbatha-Raw (VF : Céline Ronté) : Samantha Bloom
- Ben Schwartz (VF : Alexis Tomassian) : Bill Hoyt
- Mekia Cox (VF : Fily Keita) : Lizzy Gilliam
- Carter MacIntyre (en) (VF : Jérémy Prévost) : Léo Nash
- Gerald McRaney (VF : Patrick Messe) : Carlton Shaw

### Acteurs secondaires
- Nancy Wetzel (VF : Christine Lemler) : Anna
- Brad Grunberg (VF : Bruno Magne) : Charlie
- Jay Scully (en) (VF : Christophe Galland) : Lance
- Channon Roe (VF : Jean-François Cros) : Larry
- Alan Dale (VF : François Dunoyer) : James Kelvin
- Jessica Parker Kennedy : Lizzy, sœur de Samantha (pilote original)

- Source : DSD Doublage Séries Database[6]

## Production
Le projet a débuté en octobre 2009.
Le casting a débuté en décembre 2009, dans cet ordre : Gerald McRaney, Boris Kodjoe, Gugu Mbatha-Raw, Ben Schwartz, Jessica Parker Kennedy (Lizzy) et Carter MacIntyre (en).
Le 3 mai 2010, NBC commande treize épisodes de la série.
À la mi-juin 2010, Mekia Cox reprend le rôle de Lizzy.
En octobre 2010, NBC commande quatre scripts supplémentaires, mais abandonne la série le 4 novembre 2010, laissant initialement la série à l'horaire, retirée, remise à l'horaire, et un dernier épisode placé durant le temps des fêtes. Les deux derniers épisodes sont laissés inédits.

## Épisodes
1. Agents doubles (Pilot)
2. Une couverture pour deux (Instructions)
3. Le Décodeur (Devices)
4. Au plus offrant (Jailbreak)
5. Jamais sans ma fille (Not Without My Daughter)
6. Vacances à l’italienne (Xerxes)
7. Attentat au sommet (Assassin)
8. Terrain miné (Crashed)
9. Trou de mémoire (A Night to Forget)
10. Les faux monnayeurs (Funny Money)
11. Vacances forcées (The Key to It All)
12. Dangereuses liaisons (Dark Cover)
13. Au nom de la vérité (The Reason)